# Maureilhan
Maureilhan är en kommun i departementet Hérault i regionen Occitanien i södra Frankrike. Kommunen ligger i kantonen Capestang som tillhör arrondissementet Béziers. År 2022 hade Maureilhan 2 465 invånare.

## Befolkningsutveckling
Antalet invånare i kommunen Maureilhan
Referens:INSEE